# Салин (окръг, Канзас)
Вижте пояснителната страница за други значения на Салин.
Окръг Салин (на английски: Saline County) е окръг в щата Канзас, Съединени американски щати. Площта му е 1867 km², а населението - 53 919 души. Административен център е град Салина.